# Catalina Foothills
Catalina Foothills is een plaats (census-designated place) in de Amerikaanse staat Arizona, en valt bestuurlijk gezien onder Pima County.

## Demografie
Bij de volkstelling in 2000 werd het aantal inwoners vastgesteld op 53.794.

## Geografie
Volgens het United States Census Bureau beslaat de plaats een oppervlakte van
115,5 km², waarvan 115,2 km² land en 0,3 km² water.

## Plaatsen in de nabije omgeving
De onderstaande figuur toont nabijgelegen plaatsen in een straal van 24 km rond Catalina Foothills.